# حياة قصيرة
حياة قصيرة رواية للروائية اللبنانية رينيه الحايك. صدرت الرواية لأوّل مرة عام 2010 عن دار نشر المركز الثقافي العربي في بيروت. ودخلت في القائمة الطويلة للجائزة العالمية للرواية العربية لعام 2011، المعروفة باسم «جائزة بوكر العربية».

## حول الرواية
تروي الكاتبة اللبنانية «رينيه الحايك» في هذه الرواية شهادة امرأة عن الحرب الأهلية اللبنانية. إذ تكتب الراوية في صيغة الحاضر، بذلك تمنح القارئ نافذة تطل على الحياة اليومية خلال سنوات الحرب، بدءًا من أخطار التجوّل في البلاد إلى تأثير الحرب على الحياة الاجتماعية، من العائلة إلى العلاقات بالأصدقاء؛ أولئك الذين مكثوا وأولئك الذين هاجروا بحثًا عن حياة جديدة في الخارج.